# 시라니와다이역
시라니와다이역(일본어: 白庭台駅, しらにわだいえき)은 일본 나라현 이코마시에 있는 긴키 닛폰 철도의 철도역이다.

## 역 구조
상대식 승강장 2면 2선의 교상역에서 구조는 반지하 형식이다. 개찰구 및 대합실은 1층, 승강장은 그 아래에 있다. 개찰구는 1곳만 있고, 승강장에는 원맨 운전 지원용 승강장 센서가 설치되어 있다.
자동 개찰기와 에스컬레이터, 엘리베이터가 설치된 역이다. 게이한나 선에서는 나가타 역 경유의 오사카 시영 지하철 직결 승차권 외, 당역을 기준으로 갓켄나라토미가오카 방면의 각 역에서는 자동 매표기로 이코마 역과 오사카난바 역 경유의 한신 전기철도 직결 승차권을 구입할 수 있다.
반지하 구조 때문에 역 양쪽에는 터널이 있다. 역 동쪽의 갓켄키타이코마 역까지 거리는 0.8km의 직선이어서, 승강장 동쪽으로는 시라나와 터널 너머로 갓켄키타이코마 역 승강장이 다 보인다.
역사는 완만한 곡선을 다용하고 주변의 구릉과 조화를 잘 살린 디자인을 적용했다. 역사 뿐만 아니라 역명판에도 완만한 곡선으로 그려진 꽃 그림이 역의 로고로 쓰여져 있다. 벽면이 유리로 되어있기 때문에 시원한 느낌을 주는 역사이다.

### 승강장
| 1 | ■ 긴테쓰 게이한나 선 | 갓켄나라토미가오카 방면                                      |
| 2 | ■ 긴테쓰 게이한나 선 | 이코마 · 나가타 · 혼마치 · 벤텐초 · 오사카코 · 유메시마 방면 |

## 역 주변
- 이코마 시 기타 커뮤니티 센터
- SOLTE 시라니와다이
- 도미오 강
- 나라 현립 나라키타 고등학교

## 역사
- 2006년 3월 27일: 영업 개시.
- 2007년 4월 1일: PiTaPa 사용 개시.

## 인접역
| 긴키 닛폰 철도 ■ 게이한나 선 | 긴키 닛폰 철도 ■ 게이한나 선 | 긴키 닛폰 철도 ■ 게이한나 선               |
| ---------------------------- | ---------------------------- | ------------------------------------------ |
| C27 이코마 나가타 방면       |                              | 갓켄키타이코마 C29 갓켄나라토미가오카 방면 |